# Andrea Palma (actrice)
Pour les articles homonymes, voir Andrea Palma et Palma (homonymie).
 (août 2024).
La mise en forme du texte ne suit pas les recommandations de Wikipédia : il faut le « wikifier ».
Les points d'amélioration suivants sont les cas les plus fréquents. Le détail des points à revoir est peut-être précisé sur la page de discussion.
- Les titres sont pré-formatés par le logiciel. Ils ne sont ni en capitales, ni en gras.
- Le texte ne doit pas être écrit en capitales (les noms de famille non plus), ni en gras, ni en italique, ni en « petit »…
- Le gras n'est utilisé que pour surligner le titre de l'article dans l'introduction, une seule fois.
- L'italique est rarement utilisé : mots en langue étrangère, titres d'œuvres, noms de bateaux, etc.
- Les citations ne sont pas en italique mais en corps de texte normal. Elles sont entourées par des guillemets français : « et ».
- Les listes à puces sont à éviter, des paragraphes rédigés étant largement préférés. Les tableaux sont à réserver à la présentation de données structurées (résultats, etc.).
- Les appels de note de bas de page (petits chiffres en exposant, introduits par l'outil «  Source ») sont à placer entre la fin de phrase et le point final[comme ça].
- Les liens internes (vers d'autres articles de Wikipédia) sont à choisir avec parcimonie. Créez des liens vers des articles approfondissant le sujet. Les termes génériques sans rapport avec le sujet sont à éviter, ainsi que les répétitions de liens vers un même terme.
- Les liens externes sont à placer uniquement dans une section « Liens externes », à la fin de l'article. Ces liens sont à choisir avec parcimonie suivant les règles définies. Si un lien sert de source à l'article, son insertion dans le texte est à faire par les notes de bas de page.
- La présentation des références doit suivre les conventions bibliographiques. Il est recommandé d'utiliser les modèles {{Ouvrage}}, {{Chapitre}}, {{Article}}, {{Lien web}} et/ou {{Bibliographie}}. Le mode d'édition visuel peut mettre en forme automatiquement les références.
- Insérer une infobox (cadre d'informations à droite) n'est pas obligatoire pour parachever la mise en page.

Pour une aide détaillée, merci de consulter Aide:Wikification.
Si vous pensez que ces points ont été résolus, vous pouvez retirer ce bandeau et améliorer la mise en forme d'un autre article.
 (août 2024).
Guadalupe Bracho Pérez-Gavilán (prononciation en espagnol : [ɡwaðaˈlupe ˈβɾatʃo ˈpeɾesɣaβilan]; 1903 –1987), connue professionnellement sous le nom d’Andrea Palma, était une actrice mexicaine. Elle est considérée comme la première star féminine du cinéma mexicain après son rôle dans le film de 1934 La Mujer del Puerto.

## Biographie

### Débuts dans la vie
Guadalupe Bracho Pérez-Gavilán était l’un des onze enfants de Julio Bracho Zuloaga, originaire de Durango, un riche industriel et propriétaire terrien qui perdit tous ses biens durant la Révolution mexicaine. L’un de ses frères était le cinéaste Julio Bracho. Les acteurs de Hollywood Ramón Novarro et Dolores del Río étaient ses cousins.
Après l’installation de la famille Bracho dans la ville de Mexico, la jeune Guadalupe commença dès ses années d’école à s’intéresser au théâtre. Au début des années 1920, elle entra dans la vie active en ouvrant une boutique de chapeaux appelée Casa Andrea, d’où elle devait ensuite tirer son pseudonyme d’actrice. Dans ce domaine elle connaît son premier engagement en remplacement d’une amie actrice, Isabela Corona, en congé de maternité.

### Carrière
Elle ferme ensuite la boutique, reste avec la troupe théâtrale et voyage aux États-Unis, où elle reste jusqu’au début des années 1930, aidée par ses cousins pour obtenir des petits rôles et faisant office de costumière et de conseillère en maquillage pour Marlene Dietrich, lors du séjour de celle-ci à Hollywood. Elle s’inspire ensuite du style de Dietrich pour composer son personnage du film La Mujer del Puerto, du réalisateur mexicano-russe Arcady Boytler.
Le film est un succès immédiat et Andrea Palma devient une star du jour au lendemain. Pendant les années qui suivent, elle est très demandée : dans son film suivant elle incarne la poétesse et religieuse du XVIIe siècle sœur  Juana Inés de la Cruz. Puis elle retourne à Hollywood pour deux films, passe ensuite quatre ans à jouer au théâtre. En 1943 elle est engagée pour jouer dans le film Distinto amanecer, un mélodrame réalisé par son frère Julio Bracho. Dans ce film elle joue Julieta, une épouse frustrée qui le soir vend ses charmes dans un cabaret. D’autres films suivent : El Rosario (1943), Los buitres sobre el tejado (1945), La casa de la zorra (1945) et en 1948, Palma participe à un film de Tarzan, Tarzan et les Sirènes (Tarzan and the Mermaids) de Robert Florey avec Johnny Weissmuller. Elle voyage en Espagne pour jouer dans un pièce de théâtre et y rencontre l’acteur Enrique Díaz Indiano qu’elle épouse et qui la suit à son retour au Mexique.
Dans les années 1950 elle participe à deux films du style « rumbera » et à plusieurs grands succès commerciaux comme Aventurera (1950) et Sensualidad (1951). D’autres films suivent comme Mujeres sin mañana (1950), avec Carmen Montejo et Leticia Palma, et Eugenia Grandet (1952) avec Marga López. En 1955 elle tourne avec Luis Buñuel dans Ensayo de un crimen (en VF La Vie criminelle d'Archibald de la Cruz). À la fin des années 1950, elle apparaît notamment aux côtés de Libertad Lamarque dans La mujer que no tuvo infancia (1956) ; María Félix dans Miercoles de ceniza, et Dolores del Río dans Where Are Our Children Going? (1958).
Bien qu’ayant travaillé dans le cinéma mexicain jusqu’aux années 70, elle se consacre davantage ensuite au théâtre et à la télévision, y compris dans un rôle d’animatrice d’une émission culturelle basée sur la littérature classique, La novela semanal. Son dernier rôle a été en compagnie de sa nièce et filleule Diana Bracho dans le téléfilm Ángel Guerra (1979).

## Filmographie
- 1934 : El Rosario
- 1943 : Distinto amanecer
- 1950 : Mujeres sin mañana
- 1950 : Aventurera
- 1951 : Sensualidad
- 1955 : Ensayo de un crimen
- 1956 : La mujer que no tuvo infancia

## Source
- (en) Cet article est partiellement ou en totalité issu de l’article de Wikipédia en anglais intitulé « Andrea Palma (actress) » (voir la liste des auteurs).